# 數位發展部數位產業署
數位發展部數位產業署（簡稱數產署）是中華民國數位發展部的所屬機關。專責主管數位經濟發展及數位經濟相關產業之輔導、獎勵、合作與管理，2022年8月27日成立。

## 主管事項
1. 數位經濟相關產業之政策規劃及法規研擬。
2. 人工智慧、大數據、平台經濟或其他數位經濟相關產業跨領域數位創新之輔導、獎勵。
3. 系統整合與垂直應用之輔導、獎勵。
4. 軟體產品及數位服務之輔導、獎勵。
5. 數位內容及資料經濟之輔導、獎勵。
6. 數位經濟相關產業國際交流與合作之推動及執行。
7. 數位經濟相關產業人才培訓。

## 組織架構
- 署長
  - 副署長2人
    - 主任秘書

行政業務單位
- 數位服務組
- 新興跨域組
- 平台經濟組
- 通訊傳播組
- 政策規劃組
- 主計室
- 政風室
- 人事室
- 秘書室

## 歷任署長
1. 呂正華：[4] 2022年8月27日—2024年10月14日
2. 林俊秀：[5] 2024年10月14日—現今（副署長代理後，於2025年1月真除）

## 外部連結
- 數位發展部數位產業署 （页面存档备份，存于）